# Litzendorf
Litzendorf é um município da Alemanha, no distrito de Bamberg, na região administrativa da Alta Francónia, estado de Baviera.
|  |  | Kunigundenruh | 2     |
|  |  | Litzendorf    | 1 492 |
|  |  | Lohndorf      | 385   |
|  |  | Melkendorf    | 757   |
|  |  | Naisa         | 747   |
|  |  | Pödeldorf     | 1 753 |
|  |  | Schammelsdorf | 784   |
|  |  | Tiefenellern  | 210   |